# William Stickney
William Arthur "Art" Stickney (25 de maio de 1879 — 12 de setembro de 1944) foi um golfista norte-americano que competiu nos Jogos Olímpicos de Verão de 1904.
Em 1904, Stickney fez parte da equipe norte-americana que ganhou a medalha de prata. Ele terminou em décimo sétimo nesta competição.
Na competição individual, Stickney terminou em quarto na qualificação e foi eliminado na segunda rodada do jogo por buraco.